# Райхерт, Вильгельм
Вильгельм Райхерт (нем. Wilhelm Reichert; 31 марта 1896, Аддис-Абеба — неизвестно) — немецкий гребец. Участник летних Олимпийских игр 1928 года.

## Биография
Вильгельм Райхерт родился 31 марта 1896 года в эфиопском городе Аддис-Абеба.
Выступал в соревнованиях по академической гребле за «Амиситию-1876» из Мангейма. Шесть раз становился чемпионом Германии — дважды в соревнованиях четвёрок с рулевым (1929—1930), четырежды в соревнованиях восьмёрок (1928—1931). Кроме того, в 1920 году стал серебряным призёром в соревнованиях четвёрок без рулевого.
В 1928 году вошёл в состав сборной Германии на летних Олимпийских играх в Амстердаме. Команда Германии, за которую также выступали Карл Алеттер, Эрнст Габер, Эрвин Хоффштеттер, Херман Хербольд, Густав Майер, Роберт Хубер, Ханс Майер и Фриц Бауэр, в 1/16 финала победила Францию, в 1/8 финала Аргентину, в четвертьфинале проиграла Великобритании.
Дата смерти неизвестна.